# Atractium
Atractium is een geslacht van schimmels behorend tot de familie Nectriaceae. De typesoort is Atractium stilbaster.

## Soorten
Volgens Index Fungorum telt het geslacht vijf soorten (peildatum maart 2023):
| Soortnaam            | Auteur(s)                                   | Publicatiejaar |
| -------------------- | ------------------------------------------- | -------------- |
| Atractium crassum    | (Wollenw.) Seifert & Gräfenhan              | 2011           |
| Atractium holubovae  | (Seifert, S.J. Stanley & K.D. Hyde) Seifert | 2011           |
| Atractium indicum    | Chona & Munjal                              | 1956           |
| Atractium stilbaster | Link                                        | 1809           |
| Atractium trematis   | Hansf.                                      | 1944           |